# Рубин, Андрей Борисович
Андре́й Бори́сович Ру́бин (род. 31 августа 1937, Москва) — советский и российский биофизик, профессор МГУ, академик РАН (2022; член-корреспондент с 1991), заслуженный деятель науки Российской Федерации (2004), лауреат премии имени К. А. Тимирязева (2016).

## Биография
В 1959 году окончил биолого-почвенный факультет МГУ по кафедре биофизики. В 1963 году защитил кандидатскую диссертацию по теме «Процессы дезактивации возбуждённых молекул пигментов в фотосинтезирующих организмах». После окончания аспирантуры работал младшим научным сотрудником кафедры биофизики. В 1963 году А. Б. Рубину была поручена организация проблемной лаборатории космической биологии. В 1964 году стал старшим научным сотрудником, а в 1967 году — заведующим этой лабораторией. В 1969 году защитил докторскую диссертацию по теме «О кинетических закономерностях взаимодействия компонентов в сложных биологических системах».
С 1976 года заведует кафедрой биофизики биологического факультета МГУ.
В 1991 году был избран членом-корреспондентом РАН.
Читает общий курс лекций по биофизике для студентов биологического факультета МГУ и студентов МФТИ.

## Научная и общественная деятельность
Специалист в области биофизики фотосинтеза, биофизики мембран, кинетики и термодинамики процессов электронного транспорта.
Разработал фундаментальные физические представления о структурно-функциональной и динамической организации электрон-транспортных цепей в фотосинтетических мембранах клеток организмов различных систематических групп, а также теория и кинетические модели элементарных процессов в фотобиологических и модельных системах. Разработаны для практического использования новые высокочувствительные оптические экспресс-методы диагностики устойчивости биологических мембран растительных организмов к различным внешним воздействиям.
Разработал и читает курс лекций по биофизике для студентов факультета, ряд спецкурсов для студентов и аспирантов биофизиков.
Под его руководством защищено 43 кандидатских и 19 докторских диссертаций.
Подготовлен ко второму изданию и издан двухтомный учебник (74 п. л.) «Биофизика» (1 т. — 1999 год, 2 т. — 2000 год), осуществлено второе издание «Курса лекций по биофизике» (1998 год).
Автор более 500 статей, 9 авторских свидетельств на изобретения.
Участие в научных организациях:
- председатель Научного Совета РАН по проблеме «Биологическая физика»;
- член административного совета Международного Союза теоретической и прикладной биофизики (IUPAB);
- член комиссии по биологической физике Международного союза фундаментальной и прикладной физики (IUPAP);
- председатель Учёного совета по присуждению учёной степени доктора и кандидата наук при МГУ.

Участие в редколлегии журналов:
- Вестник Московского университета. Серия 16: Биология;
- Успехи современной биологии;
- Физиология растений;
- Биологические мембраны;
- Биофизика.
- The Notes of Baku State University;
- Journal of biophysics (Hindawi Publishing Corporation : Online);

Входит в редакционный совет журнала «Авиакосмическая и экологическая медицина».

## Награды
- Государственная премия СССР (в составе группы учёных, за 1988 год) — за цикл работ по биологии и биотехнологии фотосинтезирующих организмов (1965—1986)
- Ломоносовская премия МГУ (1992)
- Премия имени А. А. Красновского в области фотохимии и фотосинтеза (1996)
- Заслуженный работник высшей школы Российской Федерации (1997)
- Заслуженный профессор МГУ (2000)
- Заслуженный деятель науки Российской Федерации (2004)
- Премия имени К. А. Тимирязева (совместно с С. И. Погосяном, Т. Е. Кренделевой, за 2016 год) — за цикл работ «Механизмы физиолого-биохимической регуляции первичных процессов фотосинтеза в нормальных и стрессовых условиях»
- Премия имени М. В. Ломоносова за педагогическую деятельность (2018)

## Инциденты
В ночь на 10 июня 2020 года грабители совершили нападение на дом А. Б. Рубина. В тот день в доме собралась семья профессора по случаю празднования дня рождения его сына Максима. Входная дверь была не заперта. Когда все находились в гостиной за просмотром семейных фотографий, на пороге неожиданно появилось четверо людей в масках. Они связали всех присутствующих скотчем и стали требовать сообщить им, где в доме находятся драгоценности. Грабителям раскрыли местонахождение двух сейфов и комбинации к ним. В итоге была похищена крупная сумма денег и драгоценности. После этого грабители скрылись в неизвестном направлении. Когда семье удалось освободиться от скотча, сын профессора сразу же вызвал полицию.
13 июля 2020 года стало известно, что в Подмосковье оперативники ГУУР МВД совместно с сотрудниками ФСБ задержали троих из четырёх налётчиков.